# Vinggrimmia
Vinggrimmia (Grimmia ramondii) är en bladmossart som beskrevs av Margadant 1972. Vinggrimmia ingår i släktet grimmior, och familjen Grimmiaceae. Arten är reproducerande i Sverige. Inga underarter finns listade i Catalogue of Life.

## Bildgalleri

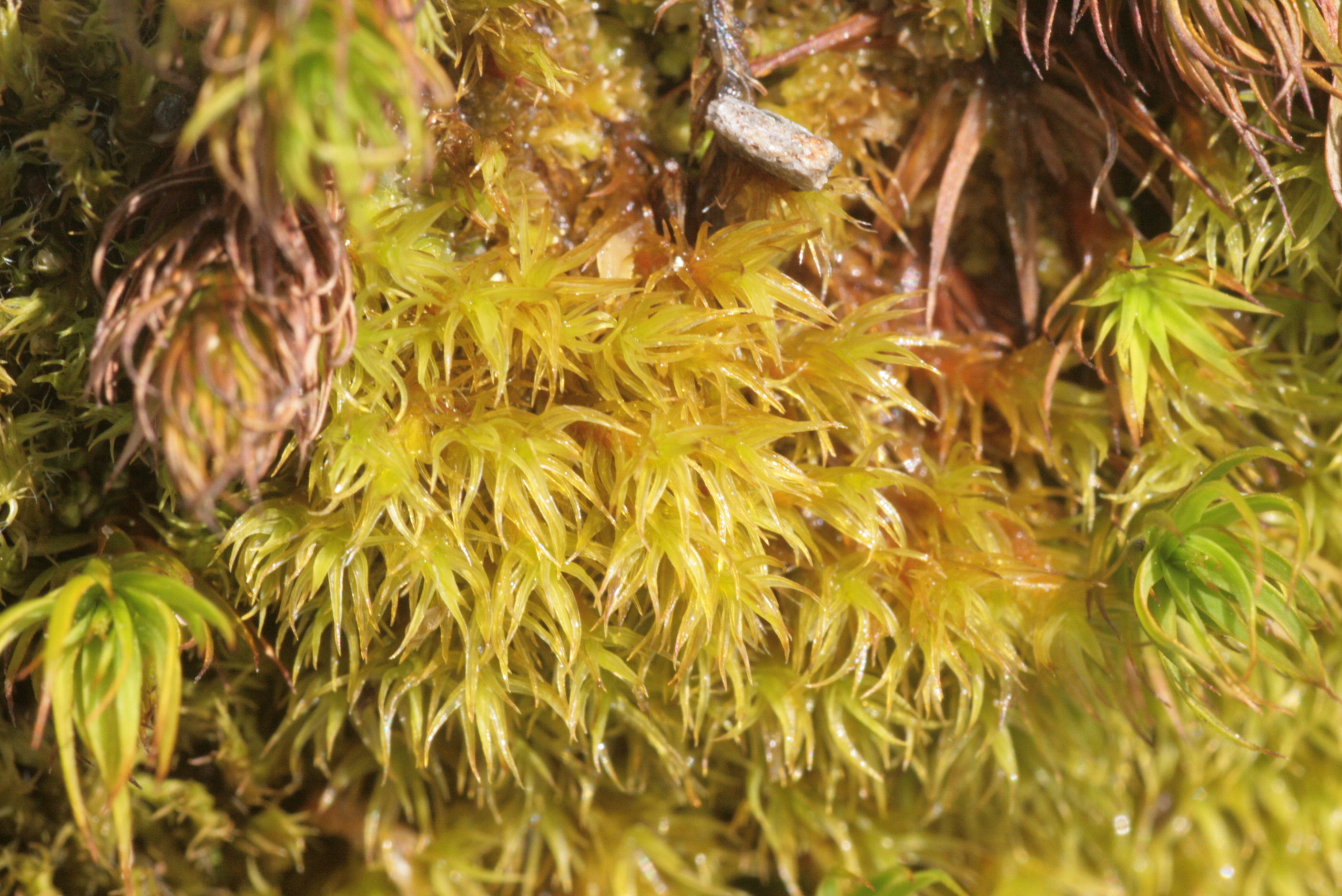
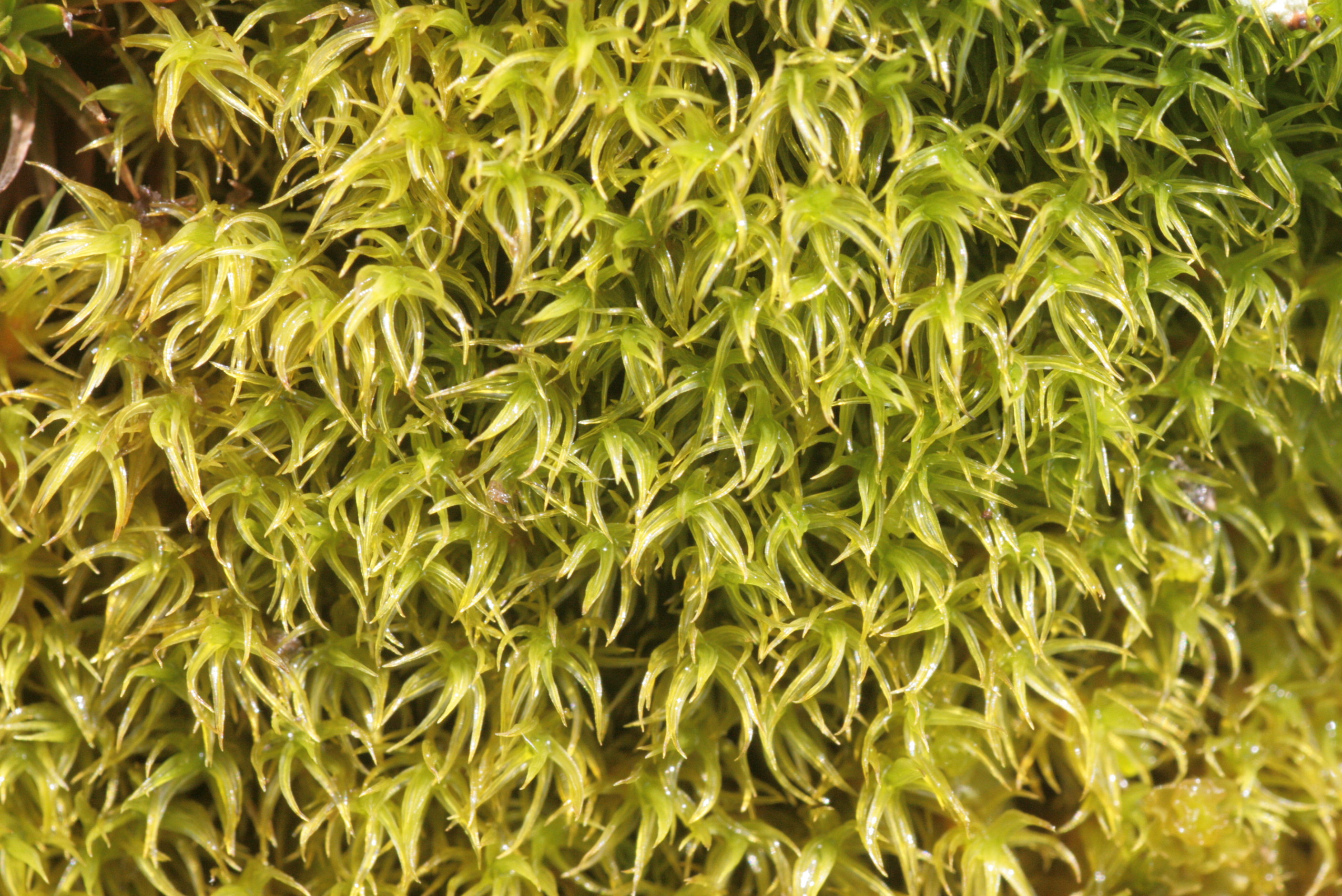
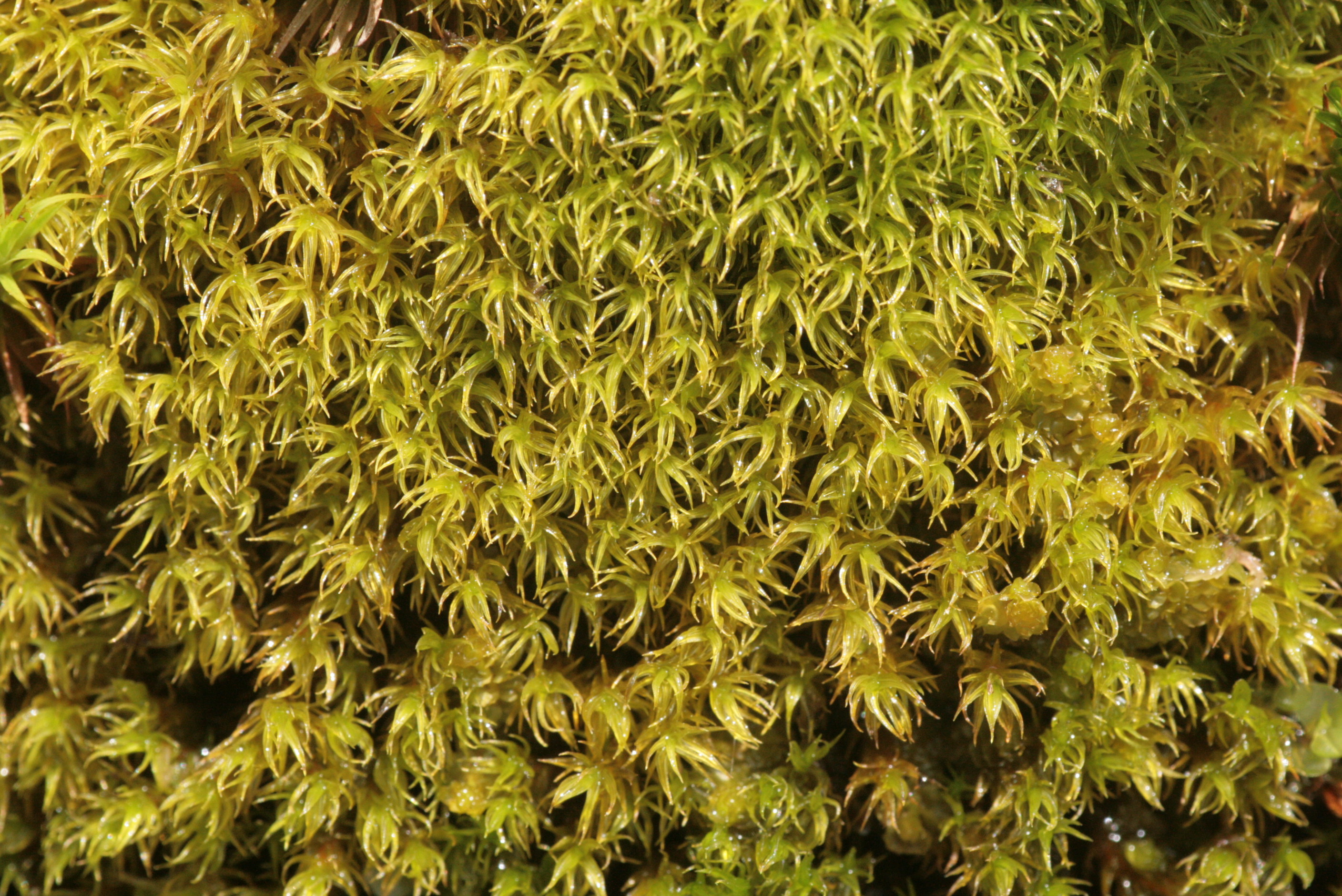
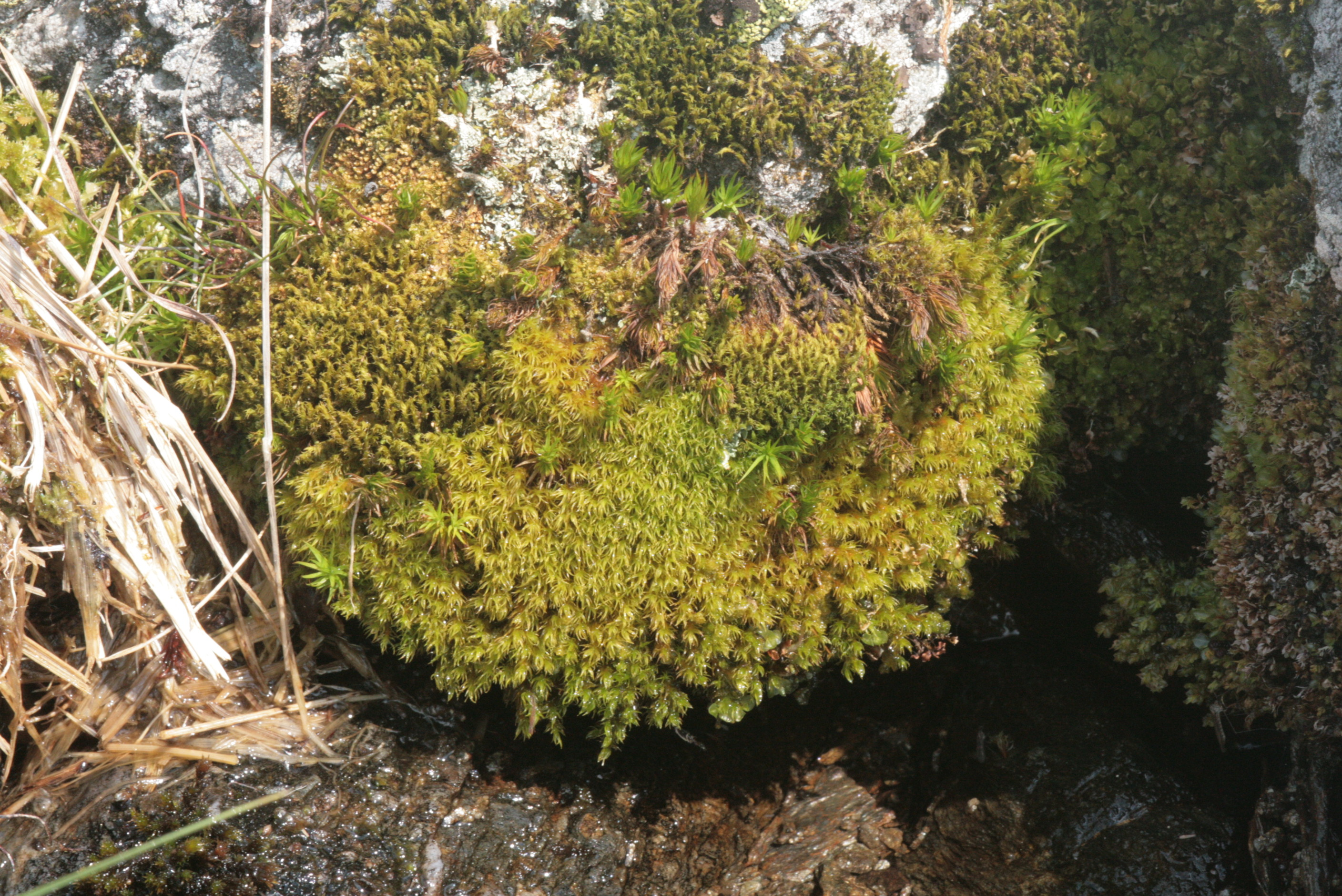
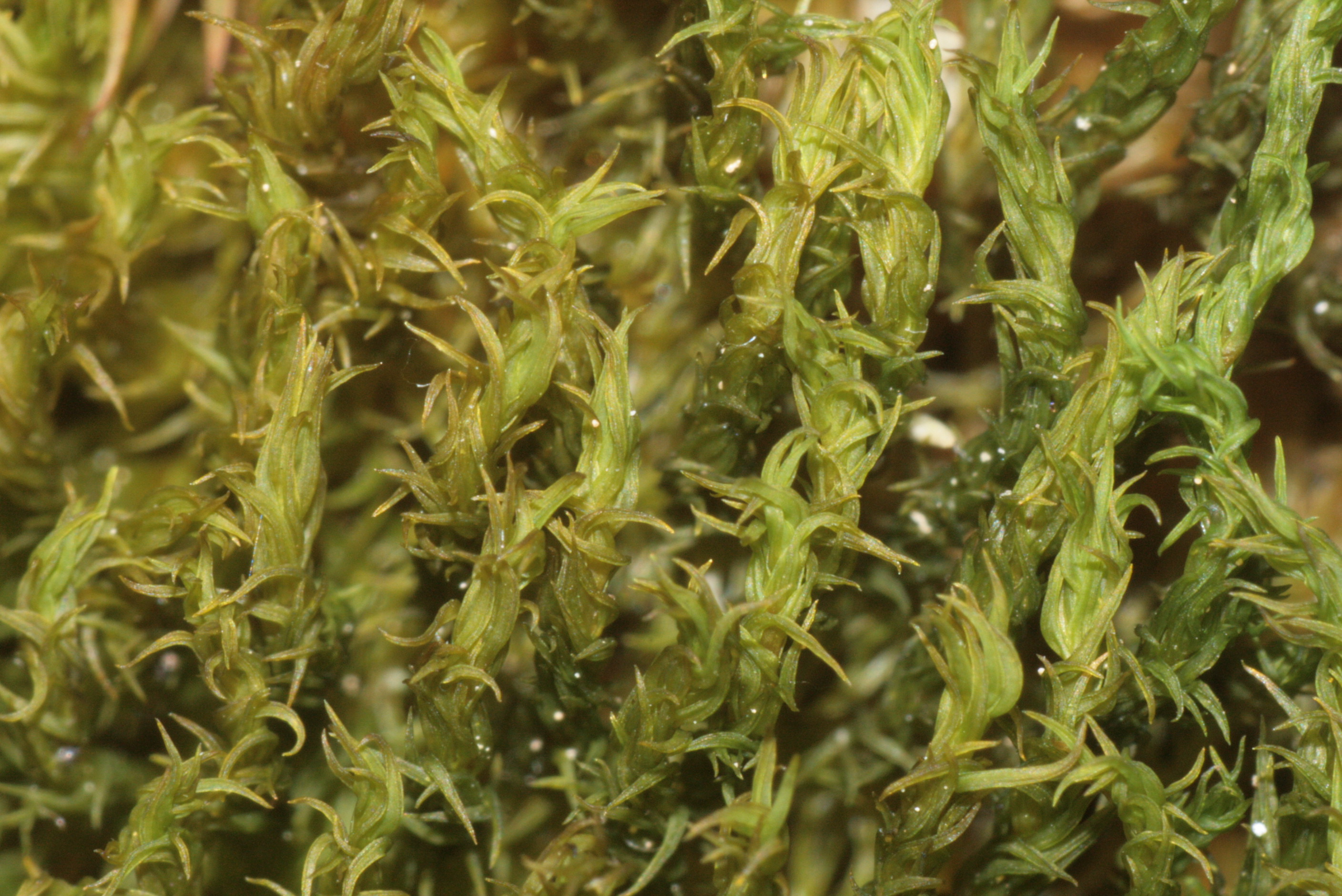
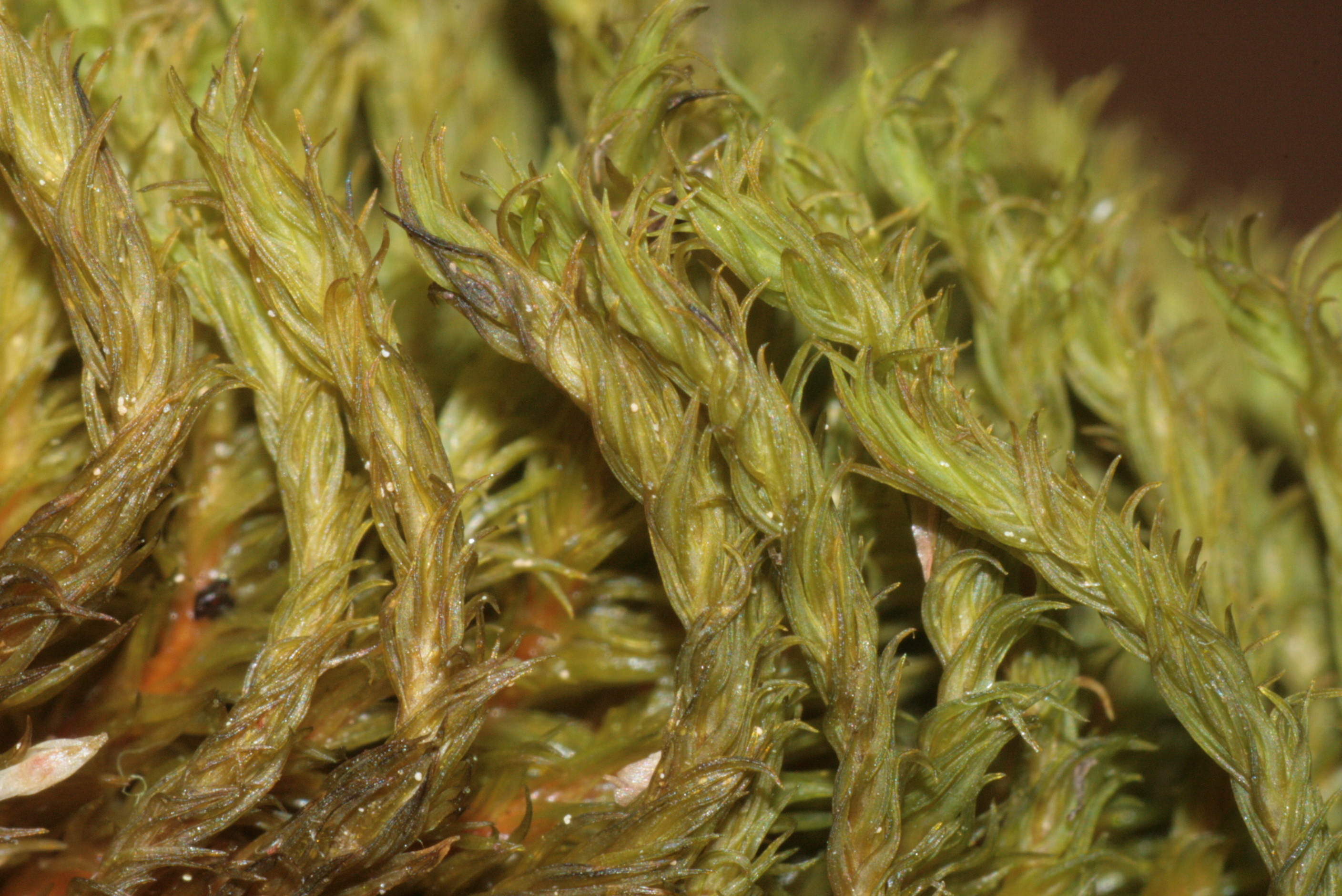